# دم‌دراز نوک‌تیرکی
دم‌دراز نوک‌تیرکی یا دم‌دراز نوک‌تیغه‌ای (نام علمی: Electron carinatum) نام یک گونه از سرده کهربایی‌ها است.